# 浦阳江
浦阳江，钱塘江支流，发源于金华浦江县西部的天灵岩南麓，流经黄宅镇折弯向北，贯穿整个诸暨市辖地，经萧山南部地区（闻堰镇和义桥镇）注入钱塘江。整条江长149.7公里，其中浦江县段长51公里、萧山段长32.5公里。主要支流有大陈江、开化江、枫桥江。

## 名称
浦阳江得名于“浦阳”地名，最早出自《越绝书》：“浦陽者，句踐軍敗失眾，懣於此。去縣五十里。”现代的浦阳县（即浦江县）和浦阳镇都是后世以江命名，此处的浦阳今无考。据南宋《会稽志》浦阳江又称小江、钱清江，可见浦阳江古代并非注入钱塘江，而是经由今天的钱清江至绍兴三江口汇曹娥江独流入海，下游河道因为东汉一钱太守刘宠事迹改名钱清江，又因为江在绍兴城西、江潮汹涌如钱塘江，故称西小江。南朝谢惠连有《西陵遇风献康乐诗》云“昨发浦阳汭，今宿浙江湄”，此处“汭”可作河流汇合处或者河流北去的意思，南宋《会稽志》认为此时浦阳江蜿蜒北流注入钱塘江因此别称浦阳汭。郦道元引《汉书·地理志》“萧山，潘水所出，东入海”，认为这里的潘水即指浦阳江，潘水是浦阳江的另一别名。浦阳江在诸暨市境内别称丰江、浣浦、浣渚、浣纱溪之名，名称来自于西施浣纱的典故。浦阳江古代已有名，三国时期的韦昭则将禹贡三江注解为浦阳江、吴淞江和长江。:1013:497-498:313

## 水系水文
浦阳江上游主要在浦江县境内。传统上关于浦阳江发源地有两种说法；其一来自于嘉靖和乾隆《浦江县志》，称浦阳江发源于浦江县西部前吴乡的袅溪村附近山麓；其二则是来自光绪和民国《浦江县志稿》，认为浦阳江发源于花桥乡岭脚村的井坑岭。第一种说法的源头名岭脚溪，后者则名深袅溪。1984年，浦江县土壤普查办公室根据其实际勘察测定的数据，确定浦阳江发源于花桥乡与石宅乡交界的天灵岩南麓。浦阳江自发源后，至平水殿村纳岭脚溪，在山谷间蜿蜒曲折，与深袅溪同注入通济桥水库；出通济桥水库进入浦江盆地，地势较为平坦，两岸形成冲积河滩。县城石马村以上河道宽度可达80米，以下至黄宅镇放宽至200米，然后至诸暨市安华水库宽度收窄为150米。上世纪浦江县人工开凿三条自流灌溉渠，引水自通济桥水库，至此浦阳江分四水东流覆盖整个浦江盆地。浦阳江在浦江县境内流域面积3平方公里支流30条，其中流域面积在20平方公里的有9条。:313-314:72,223
浦阳江流域占诸暨市全域面积的90%以上，自南向北贯穿整个诸暨市，然后进入杭州市萧山区。浦阳江从同山镇界牌宣入界，安华水库以下右纳大陈江，东北流至市区丫江杨段右纳开化江，此后继续北行至茅渚埠分流为浦阳东江和浦阳西江，西江为主流，东江北流至姚江镇中江村汇枫桥江，西江亦北流至县城石家村纳五泄江，两江在店口汇合，北流进入杭州市境内。浦阳江在安华以下进入中游段，中流河道蜿蜒曲折，较为狭窄。市区以上河段平均坡降千分之25，部分河道宽度变化较大，存在大面积河漫滩；市区以下平均坡降千分之10，西江段长31.3千米、河道宽度120-140米，东江长32.2千米、宽80-100米，两江汇流后宽度可至200-250米。:63-64
浦阳江在杭州市萧山区境内全部属于下游河段，平均坡降仅千分之5，地势极为平坦。浦阳江由诸暨入境萧山区，作为浦阳镇和进化镇界河北偏西流至临浦镇，西北折途径义桥镇、戴村镇，至闻堰街道小砾山与富春江合流称钱塘江。在萧山区境内流域面积达351.7平方千米，流程32.5千米，上承径游江、凰桐江、永兴河、欢潭溪水流，洪水季节可能会接受富春江洪水和钱塘江潮水，因此极易泛滥，素有“小黄河”的称呼。:32:129历史上，浦阳江下游存在两条通道，一则是今天北出钱塘江的河道，二则在萧山临浦东折沿着钱清江至三江闸汇合曹娥江，历代志书认为后者才是浦阳江的天然河道，今天的河道属于明代开凿碛堰山改造的结果。民国时期，浙江塘工局工程师朱庭祜在考察钱塘江流域地质后认为浦阳江原本就是北流注入钱塘江，并非后来改道至此，这一观点亦得到历史地理学者陈桥驿等人支持，然而后来发掘碛堰山附近的新坝、茅草山等遗址定居点遗迹为今天的浦阳江河道所纵贯，说明古人定居时浦阳江并非从此经过，与地质学的推论不符。

## 水利治理

### 防洪与改道
浦阳江流域全部处于季风气候，年降水量起伏较大，夏秋季节受到梅雨、台风影响易发大水，且流经地形以浦江盆地、诸暨盆地、萧绍平原等等地势平坦的盆地为主，四周河流汇集盆地底部，平原河道弯曲不利于排涝，因此历来水涝灾害频发。浦阳江中下游属于感潮河段，上游来水容易受到钱塘江潮水顶托，因此排水不畅，洪涝灾害尤为突出。历史上，浦阳江下游可能是在萧绍平原散流入海，并非只有一条下游河道，但随着浦阳江流域人口日益增加，水土流失日愈严重，中下游的湖泊、沼泽都化为田畈，河道也在这一过程中逐渐形成。至迟到南宋，浦阳江已经是从三江口汇合曹娥江东流入海，当时绍兴府的萧山、诸暨二县苦于下游洪涝，提议开凿碛堰将中上游水势导至钱塘江。明代由于浦阳江下游河道钱清江淤塞严重，绍兴知府戴琥最终决定开凿碛堰山，将浦阳江下游分为钱清江和今天河道两条支流以分解水势。然而这次开凿并没有缓解诸暨境内的水患，因为浦阳江诸暨段开始受到钱塘江潮水和上游洪水影响境内来水受到顶托不能下泄，而后来萧山段由于修筑了西江塘以麻溪坝封闭浦阳江入口，因此免于水患——这也影响了此后百余年西江塘内外关于开坝的水利争端。诸暨县城下游的浦阳东江原来为开化江的下游河段，康熙、乾隆年间，河道附近居民修筑堤坝拦截来水，致使开化江在诸暨县城上游注入，县城水患日益严重。民国十一年（1922年）浦阳江流域遭遇了有历史记载以来伤亡最大的一次洪水，台风暴雨天气致使浦阳江暴涨，冲毁了河岸沿线的浙赣线7公里铁路，诸暨县因此成立水利委员会专门治理浦阳江。民国三十五年（1946年），浙江省成立浦阳江水利委员会，统筹浦阳江流域水利开发，并利用联合国善后救济面粉以工代赈，进行河道截弯取直、堤岸修复等工程。1949年中华人民共和国建立以后，浙江省水利部门确立了“上蓄、中分、下泄”的治水原则，在浦阳江上游建立通济桥水库（1960年）、安华水库（1958年）等滞洪水库，并在中游建立高湖分洪工程，对现有河道截弯取直，拓宽浚深中下游河道，在改善抗洪能力的同时也提升了航运能力。

### 水土流失
浦江上游及其支流上游地处盆地边缘山地，坡地过度垦殖的现象屡见不鲜，水土流失也较为严重。有关坡地垦殖最早的记载是道光年间，当时南京移民涌入浦江县山区垦殖，造成浦阳江河道淤积，水患加重。1951年和1952年浙江省政府专门在枫桥江和开化江兴建谷坊以缓解河道淤积，1956年专门派员至开化江流域推广水土保持。1958年大跃进开始，政府鼓励大规模垦殖山地，导致原有的水土保持举措付之一炬，水土流失日益严重，直到1979年8月1日枫桥江上游田尧小水库溃坝后政府才重新开始重视水土保持。浦阳江输沙量在1970年代达到高峰，其次则是大跃进和三年自然灾害期间，1980年代后由于退耕还林和石壁水库、陈蔡水库建成后蓄水拦沙，输沙量显著下降。

### 交通航运
浦阳江历来水运发达，在古代干流及支流大陈江、五泄江、枫桥江、凰桐江均可通航，民国八年（1919年）杭诸轮船公司亦开辟杭州至临浦、赵家埠和骆家桥区间的客轮班次，民国二十一年（1932年）浙赣铁路开通后水运才逐渐衰弱。浦阳江航道可以通过临浦茅山闸进入钱清江沟通萧绍河网，1958年、1976年新建的临浦峙山闸、新坝闸则沟通了浦阳江和浙东运河，后续的截弯取直、拓宽浚深也改善了浦阳江通航条件。目前，浦阳江水运已经不再扮演重要地位，占流域内客货运比重较低。

## 环境治理
受沿岸小水晶加工业的严重污染，从浦江县城至出境断面的浦阳江均为劣五类水质，是浙江省水质最差的河流之一。2013年，中共浙江省委书记夏宝龙直接督导浦江县小水晶行业整治和浦阳江水环境综合治理，该县陆续关停了1.3万多家小水晶加工户，经过综合治理后浦阳江的水质明显得到改善。